# 2022년 키움 히어로즈 시즌
2022년 키움 히어로즈 시즌은 키움 히어로즈가 KBO 리그에 참가한 4번째 시즌으로, 우리 히어로즈, 서울 히어로즈, 넥센 히어로즈 시절까지 합하면 15번째 시즌이다. 홍원기 감독이 팀을 이끈 2번째 시즌으로, 이용규가 주장을 맡았다. 팀은 10팀 중 정규 시즌 3위에 올라 5년 연속으로 포스트시즌에 진출했다(정규 시즌 4위 kt 위즈와 승률이 같았으나 상대 전적에서 앞선 덕에 정규 시즌 단독 3위에 자리했다.). 이후 준플레이오프에서 kt 위즈를 3승 2패로 꺾고 플레이오프에 진출했으며, 플레이오프에서 LG 트윈스를 3승 1패로 꺾고 한국시리즈에 올랐다. 그러나 한국시리즈에서 SSG 랜더스에게 2승 4패로 지면서 창단 첫 통합 우승에 실패했고, 창단 3번째 통합 준우승에 만족해야 했다.

## 타이틀
- 한국갤럽 선정 올해를 빛낸 스포츠스타 10위: 이정후
- 한국갤럽 선정 가장 좋아하는 한국인 야구선수 3위: 이정후
- U-23 야구 월드컵 은메달: 노운현
- MLB 월드 투어: 코리아 시리즈 2022 KBO 올스타: 이정후
- 성구회 헌액: 이용규
- KBO MVP: 이정후
- KBO 골든글러브: 안우진 (투수), 김혜성 (2루수), 이정후 (외야수)
- KBO 페어플레이상: 이지영
- 일구상 최고타자상: 이정후
- 리얼글러브 어워드 올해의 선수상: 이정후
- 리얼글러브: 김혜성 (2루수)
- 리얼글러브 넷마블 리얼스타: 이정후
- 리얼글러브 베스트 배터리: 안우진, 이지영
- 조아제약 프로야구대상 대상: 이정후
- 동아스포츠대상 프로야구 올해의 선수: 이정후
- 스포츠서울 올해의 선수: 이정후
- 한은회 최고의 선수상: 이정후
- 한은회 최고의 투수상: 안우진
- 플레이오프 MVP: 이정후
- 준플레이오프 MVP: 안우진
- 양준혁 선정 프로야구 올타임 베스트: 이정후 (외야수)
- 송진우 선정 프로야구 올타임 베스트: 이정후 (외야수)
- 염경엽 선정 프로야구 올타임 베스트: 이정후 (외야수)
- 양상문 선정 프로야구 올타임 베스트: 이정후 (외야수)
- 한국대학스포츠협의회 선정 고려대학교 출신 올스타: 이택근 (중견수)
- 한국대학스포츠협의회 선정 한양대학교 출신 올스타: 고종욱 (우익수)
- 한국대학스포츠협의회 선정 동국대학교 출신 올스타: 유한준 (좌익수)
- 한국대학스포츠협의회 선정 성균관대학교 출신 올스타: 김병현 (투수), 박정음 (중견수)
- 올스타 선발: 이정후 (외야수 1위)
- 올스타전 추천선수: 안우진, 김재웅, 이지영, 김혜성
- 마구마구 레전드 카드: 박병호
- WAR: 안우진 (8.64)
- 타자 WAR: 이정후 (8.50)
- 공격 WAR: 이정후 (8.29)
- 안타: 이정후 (193)
- 3루타: 이정후 (10)
- 루타: 이정후 (318)
- 타점: 이정후 (113)
- 고의4구: 이정후 (12)
- 타율: 이정후 (0.349)
- 출루율: 이정후 (0.421)
- 장타율: 이정후 (0.575)
- OPS: 이정후 (0.996)
- 완투: 안우진, 애플러 (1)
- 완봉: 애플러 (1)
- 이닝: 안우진 (196)
- 탈삼진: 안우진 (224)
- 평균자책점: 안우진 (2.11)
- 멀티히트: 이정후 (58)
- 득점권타율: 이정후 (0.387)
- 장타: 이정후 (69)
- BB/K: 이정후 (2.06)
- 추정 득점: 이정후 (120.2)
- GPA: 이정후 (0.333)
- 이닝 당 출루허용률: 안우진 (0.95)
- 퀄리티 스타트: 안우진 (24)
- 투구 수: 안우진 (3003)
- 피안타율: 안우진 (0.188)
- 땅볼 유도: 요키시 (238)
- 수비이닝: 송성문 (1216)

### 퓨처스리그
- 리얼글러브 퓨처스리그: 김시앙, 주승우, 이재홍
- 퓨처스 올스타전 감투상: 주승우
- 퓨처스 올스타: 주승우, 노운현, 이재홍, 박주홍
- 세이브: 박승주 (13)
- 북부리그 타율: 이주형 (0.349)
- 북부리그 출장(타자): 양경식 (96)
- 북부리그 타석: 양경식 (388)
- 북부리그 타수: 양경식 (323)
- 북부리그 득점: 양경식 (65)
- 북부리그 안타: 양경식, 이주형 (87)
- 북부리그 2루타: 이주형 (19)
- 북부리그 홈런: 주성원 (10)
- 북부리그 볼넷: 양경식 (55)
- 북부리그 장타율: 이주형 (490)

## 선수단
- 선발투수: 안우진, 요키시, 애플러, 최원태, 한현희, 정찬헌
- 구원투수: 김재웅, 문성현, 이승호, 김태훈, 김준형, 박승주, 김동혁, 윤정현, 이명종, 김선기, 이영준, 주승우, 송정인, 장재영, 노운현, 양현, 김성진, 하영민
- 마무리투수: 박주성
- 포수: 이지영, 박동원, 김시앙, 김재현
- 1루수: 전병우, 김태진, 김수환, 이병규
- 2루수: 김혜성, 이재홍
- 유격수: 신준우, 김휘집, 강민국, 김주형
- 3루수: 송성문
- 좌익수: 임지열, 이용규, 예진원, 박주홍, 김준완, 박찬혁
- 중견수: 이정후
- 우익수: 푸이그, 박준태
- 지명타자: 김웅빈, 이명기, 이주형

## 여담
- 박찬혁은 시범경기 15경기에 출전해 2015년 이후 단일 시즌 KBO 시범경기에 가장 많이 출전한 10대 타자가 되었다.
- 송성문은 7월 7일 두산 베어스와의 경기에서 시즌 처음이자 마지막으로 도루를 시도했으나 실패했다. 그러나 이 실패 이후 송성문은 2025년 현재까지 도루를 한 번도 실패하지 않고 있다.
- 박주성은 후반기 스트라이크 비율 0%로 2013년 이후 KBO 리그 단일 시즌 후반기 최저 기록을 세웠다.
- 요키시는 투심 구종가치 28.4로 2013년 이후 KBO 리그 역대 단일 시즌 최고 기록을 세웠다.
- 요키시는 투심 1540구를 던져 2013년 이후 KBO 리그 역대 단일 시즌 최다 기록을 세웠다.
- 안우진은 21세기 KBO 리그 최초로 단일 시즌 0점대 WHIP를 기록했다.
- 안우진은 이 시즌 2013년 이후 KBO 리그에서 규정 이닝을 채운 투수 중 단일 시즌 헛스윙 스트라이크 비율이 가장 높았다.
- 안우진은 헛스윙 삼진 181개를 잡아내 2013년 이후 KBO 리그 단일 시즌 최다 기록을 세웠다.
- 이지영은 상대 투수 스트라이크 허용 비율 71.4%로 2013년 이후 규정 타석 충족 타자 중 단일 시즌 최고 기록을 세웠다.
- 이지영은 스트라이크 존 밖 투구 콘택트 비율 34.1%로 2013년 이후 규정 타석 충족 타자 중 단일 시즌 최고 기록을 세웠다.
- 송성문은 수비 이닝 1216이닝으로 2013년 이후 단일 시즌 내야수 최다 수비 이닝 기록을 세웠다.
- 안우진은 구단 사상 단일 시즌 최고 WAR(8.64)을 기록했다.
- 푸이그, 이정후, 김혜성, 이지영, 송성문은 팀이 치른 포스트시즌 전 경기(15경기)에 출전하여 KBO 리그 사상 단일 포스트시즌 최다 경기 출전 기록을 세웠다.
- 이정후는 포스트시즌에서 총 62타수를 소화해 KBO 리그 역대 단일 포스트시즌 최다 타수 소화 기록을 세웠다.
- 이정후는 포스트시즌에서 2루타 10개를 쳐 KBO 리그 역대 단일 포스트시즌 최다 2루타 기록을 세웠다.
- 김혜성은 포스트시즌에서 총 22번 땅볼 아웃을 당하여 KBO 리그 역대 단일 포스트시즌 최다 땅볼 아웃 기록을 세웠다.
- 이용규는 포스트시즌에서 희생번트 7개를 쳐 KBO 리그 역대 단일 포스트시즌 최다 희생번트 기록을 세웠다.
- 김준완은 포스트시즌에서 상대 투수들에게 총 292개의 공을 던지게 해 2013년 이후 KBO 리그 단일 포스트시즌 역대 최다 투구 상대 기록을 세웠다.
- 애플러와 안우진은 포스트시즌에 총 5번 선발 등판하여 KBO 리그 역대 단일 포스트시즌 최다 선발 등판 기록을 세웠다.

## 같이 보기
- 2022년 LG 트윈스 시즌
- 2023년 키움 히어로즈 시즌